# Ado-Ekiti
Ado-Ekiti is een stad in Nigeria en is de hoofdplaats van de staat Ekiti.
Ado-Ekiti is ook een Local Government Area (LGA). De LGA telde in 2006 313.690 inwoners en in 2016 naar schatting 427.700 inwoners. Binnen het LGA bevinden zich ook dorpen, als Igirigiri, Idwgw, Ilamuo, Ago Aduloju, Igimo-Kogo, Ago-Aso, Emirin, Temidire Esunmo en Ureje. De bevolking bestaat voornamelijk uit Ekiti, die een Yoruba-taal spreken.
De stad is de zetel van een rooms-katholiek bisdom.